# Olympische Geschichte Malaysias
| Gelbes Symbol für Goldmedaillen mit stilisierten Olympischen Ringen | Graues Symbol für Silbermedaillen mit stilisierten Olympischen Ringen | Braundes Symbol für Bronzemedaillen mit stilisierten Olympischen Ringen |
| ------------------------------------------------------------------- | --------------------------------------------------------------------- | ----------------------------------------------------------------------- |
| —                                                                   | 7                                                                     | 4                                                                       |

Malaysia, dessen NOK, das Olympic Council of Malaysia, 1953 gegründet und 1954 vom IOC anerkannt wurde, nimmt seit 1964 an Olympischen Sommerspielen teil. 1980 folgte man dem Boykottaufruf der Spiele von Moskau. An Winterspielen nahmen malaysische Sportler erstmals 2018 teil. Jugendliche Athleten nahmen an beiden bislang ausgetragenen Jugend-Sommerspielen teil.
1956 und 1960 entsandte das malaysische NOK Sportler zu den Spielen von Melbourne und Rom. Während 1956 der Bundesstaat Sabah eine eigene Mannschaft unter der Bezeichnung Nord-Borneo (Kürzel NBO) entsandte, trat die malaysische Mannschaft unter der Bezeichnung Malaya (Kürzel MAL) an. 1964 waren auch Sportler aus Singapur Teil der malaysischen Mannschaft, die von nun an als Malaysia mit dem IOC-Kürzel MAS auftrat.

## Übersicht

### Sommerspiele
61 Athleten, unter ihnen vier Frauen, die in der Leichtathletik, im Boxen, Radsport, Fechten, Hockey, Judo, Schießen, Schwimmen, Gewichtheben und Ringen antraten, bildeten 1964 Malaysias erste Olympiamannschaft. Bei folgenden Sommerspielen traten Malaysier zudem in den Sportarten Fußball (ab 1972), Tischtennis (ab 1988), Badminton (ab 1992), Kanusport und Segeln (ab 1996), Turnen, Taekwondo und Wasserspringen (ab 2000), Bogenschießen (ab 2004) und im Golf (ab 2016) an.
Die ersten Olympioniken Malaysias waren am 11. Oktober 1964 neben den Mitgliedern der Hockeymannschaft die Freistilringer Liang Soon Hin und Tham Kook Chin, der Boxer Gopalan Ramakrishnan, der Gewichtheber Chua Phung Kim sowie die Schwimmer Tan Thuan Heng, Michael Eu und, als erste Frau Malaysias, Marny Jolly.
Die Hockeymannschaft Malaysias beendete die Vorrundengruppe 1964 auf dem fünften Platz. Sie schaffte in sieben Spielen zwei Siege und zwei Unentschieden, darunter ein 0:0 gegen die Bundesrepublik Deutschland, und schied damit aus dem Turnier aus. Mit nur drei Unentschieden in sieben Spielen schied Malaysia 1968 als Gruppenletzter aus.
1972 schaffte die Mannschaft Gruppenplatz 3. Vier Siege und ein Unentschieden brachten die Mannschaft damit in die Platzierungsrunde um die Plätze fünf bis acht. Gegen die Bundesrepublik Deutschland verlor man mit 0:1. Beide Platzierungsspiele gingen verloren, das Team war damit Achter. Erstmals war auch eine Fußballmannschaft qualifiziert. In der Vorrunde spielte man gegen die Bundesrepublik Deutschland und verlor mit 0:3. Ein 3:0 über die USA und ein 0:6 gegen Marokko bedeutete Gruppenplatz 3 und damit das Ausscheiden.
1976 schaffte das Hockeyteam zwei Siege und qualifizierte sich damit als Gruppenvierter für die Platzierungsrunde. Wieder wurden beide Spiele verloren, das Team belegte Platz 8. 1984 gab es nur einen Vorrundensieg, alle anderen vier Spiele gingen verloren, u. a. gegen die Bundesrepublik Deutschland mit 0:5. Das Spiel um Platz 11 gegen Gastgeber USA wurde erst im Siebenmeterschießen mit 9:8 entschieden, nachdem das Spiel nach Verlängerung 3:3 geendet hatte.
1992 wurde Badminton olympische Sportart. Malaysia konnte hier die erste olympische Medaille gewinnen. Die Brüder Razif und Jalani Sidek gewannen im Herrdedoppel die Bronzemedaille. 1996 gewann Rashid Sidek, der Bruder der beiden Medaillengewinner von 1992, Bronze im Herreneinzel. Das Herrendoppel Cheah Soon Kit und Yap Kim Hock gewann Silber. Das Doppel Soo Beng Kiang und Tan Kim Her verlor das Spiel um Bronze.
2000 scheiterten Choong Tan Fook und Lee Wan Wah ebenfalls im Spiel um Bronze des Herrendoppels. Die Hockeymannschaft der Männer verlor in der Vorrunde mit 0:1 gegen Deutschland und beendete die Vorrunde auf Gruppenplatz 5. Das Turnier beendete das Team auf Platz 11. 2004 wurde der Radrennfahrer Josieh Ng Sechster im Keirin. 2008 gewann Lee Chong Wei Silber im Herreneinzel des Badmintonturniers. Cheng Chu Sian wurde Achter in der Einzelwertung des Bogenschießens der Männer, die Mannschaft belegte Platz 6.
Lee Chong Wei konnte 2012 seine Silbermedaille wiederholen. Wie schon in Peking verlor er das Finale gegen den Chinesen Lin Dan. Im Herrendoppel verloren Ko Kien Keat und Tan Boon Heong ihr Spiel um Bronze. Im Wasserspringen gewann Pandelela Rinong Pamg Bronze im Kunstspringen. Der Radrennfahrer Azizulhasni Awang wurde Sechster im Keirin und Achter im Sprint. Im Herreneinzel des Bogenschießens belegte Mohamed Khairul Anuar Platz 6.
Die Sommerspiele von 2016 wurden zu den erfolgreichsten Olympischen Spielen für Malaysia. Zum dritten Mal in Folge gewann Lee Chong Wei Silber im Herreneinzel des Badmintons. Zwar konnte er im Halbfinale seinen Gegner Lin Dan besiegen, doch im Finale verlor er gegen dessen Landsmann Chen Long. Silber gewann auch das Herrendoppel Goh V Shem und Tan Wee Kiong, die in der Gruppenphase das deutsche Duo Michael Fuchs und Johannes Schöttler besiegten. Eine dritte Silbermedaille gewann das gemischte Doppel Chan Peng Soon und Goh Liu Ying. Das vierte Silber gewannen die Wasserspringerinnen Jun Hoong Cheong und Pandelela Rinong Pamg im Synchronspringen vom Turm. Jun Hoong Cheong belegte mit ihrer Partnerin Nur Dhabitah Sabri Platz 5 im Synchron-Kunstspringen. Azizulhasni Awang steuerte im Keirin eine Bronzemedaille bei.
Die erste malaysische Olympiamannschaft bei Winterspielen bestand 2018 aus einem alpinen Skirennfahrer und einem Eiskunstläufer.

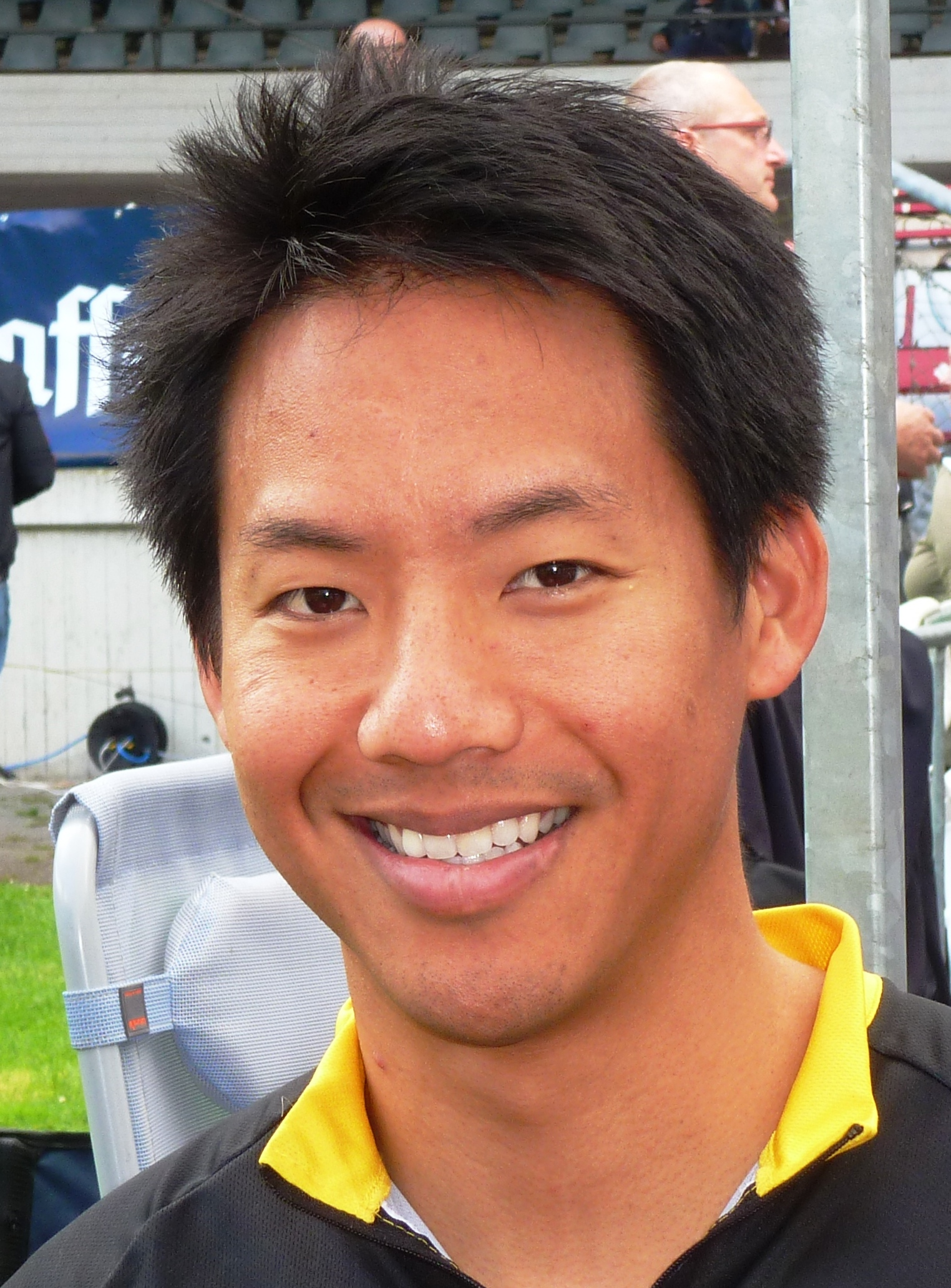
Josiah Ng
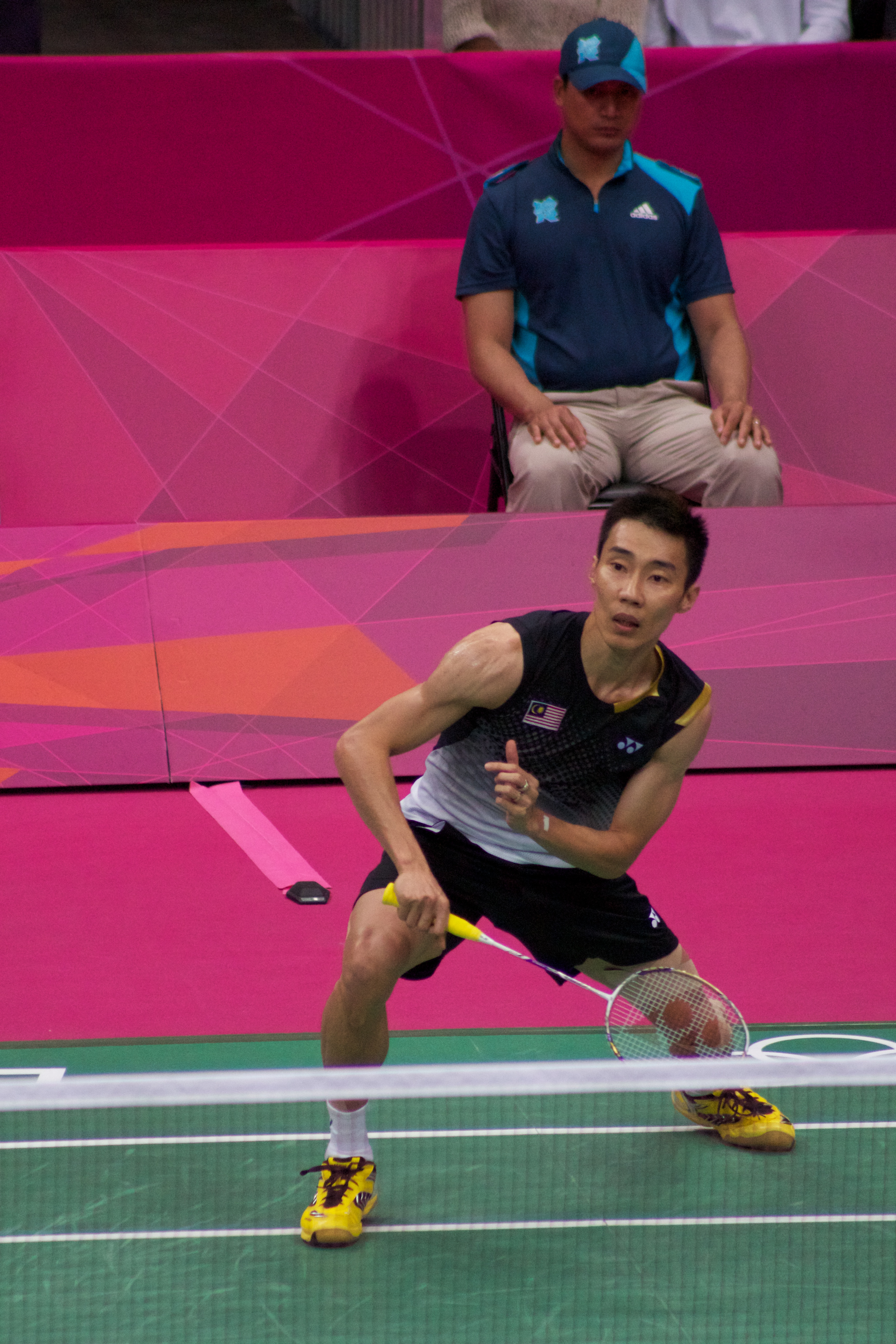
Lee Chong Wei, Silber 2008 und 2012
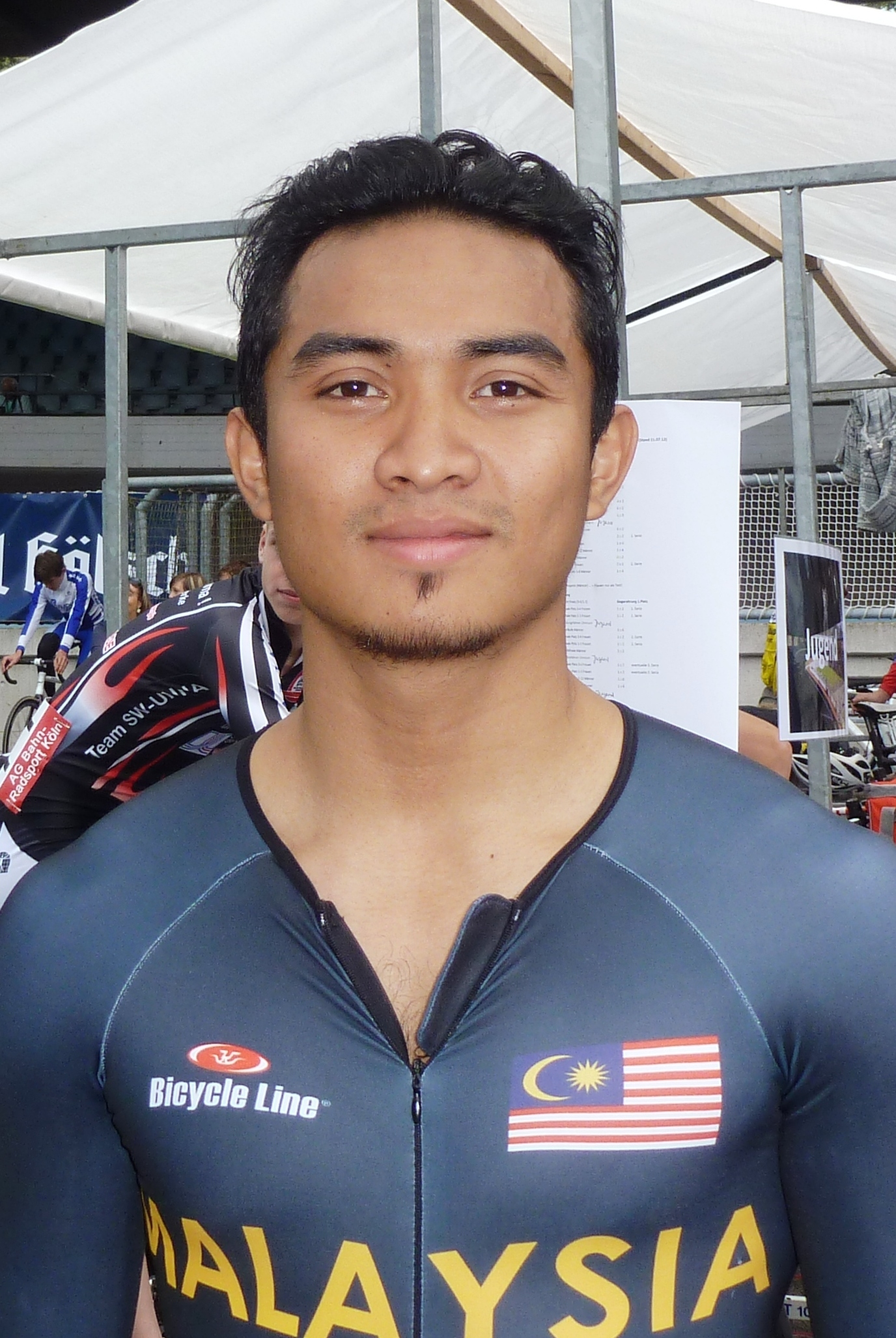
Azizulhasni Awang, Bronze 2016
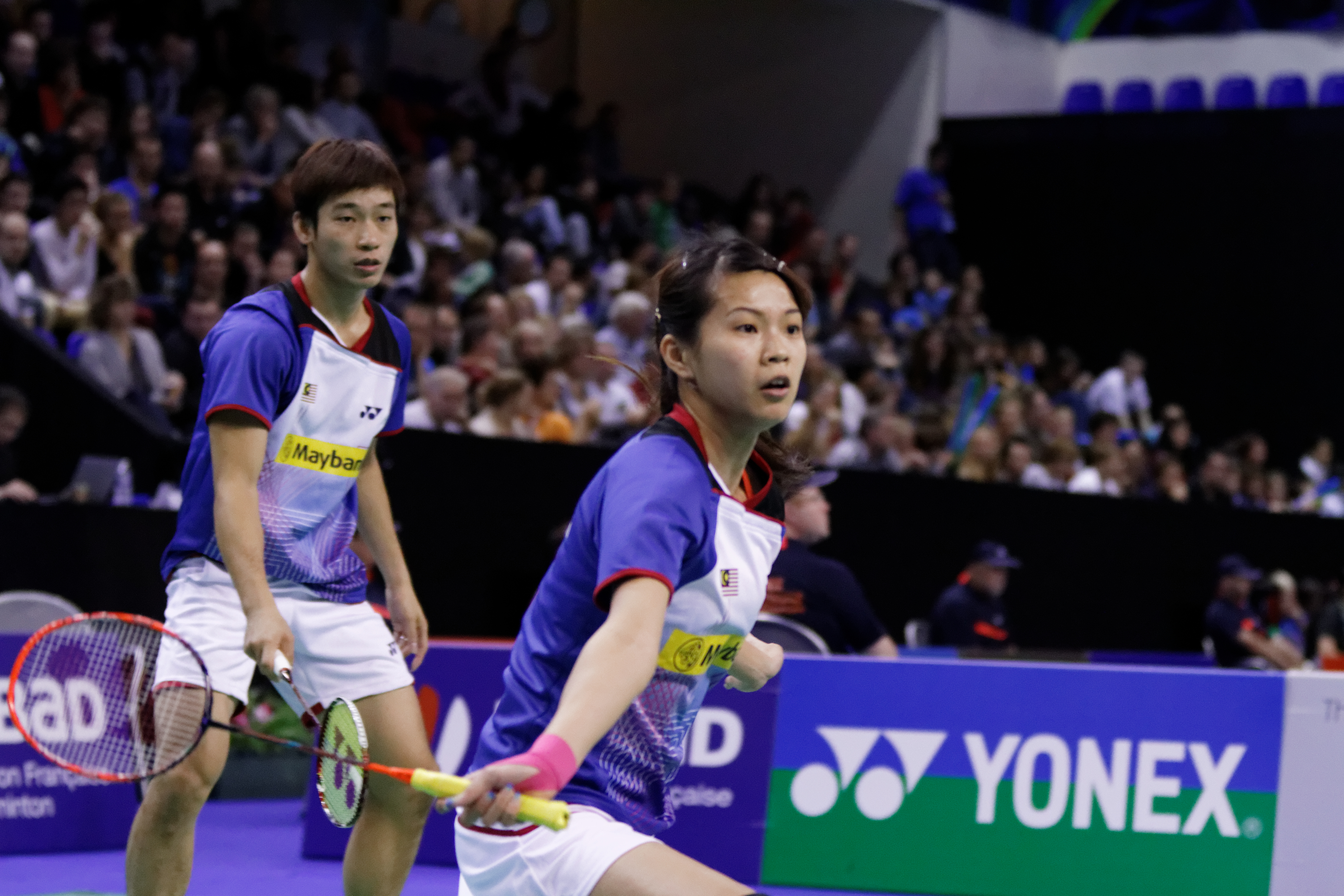
Chang Peng Soon (l.) und Goh Liu Ying, Silber 2016

### Jugendspiele
Bei den ersten Jugend-Sommerspielen 2010 in Singapur traten 13 Jugendliche, sieben Jungen und sechs Mädchen, in den Sportarten Leichtathletik, Badminton, Wasserspringen, Turnen, Segeln, Schwimmen und Gewichtheben an. Die Wasserspringerin Pandelela Rinong Pamg gewann jeweils die Silbermedaille im Kunst- und im Turmspringen. Im Einzel der Jungen des Badmintonturniers verlor Loh Wei Sheng sein Spiel um die Bronzemedaille. Die Rhythmische Sportgymnastin Lee Wan Nin belegte im Endklassement Platz 4.
2014 in Nanjing nahmen 20 Jugendliche, elf Jungen und neun Mädchen, in der Leichtathletik, im Bogenschießen, Badminton, Wasserspringen, Reiten, Golf, Turnen, Segeln, Schießen, Schwimmen und Taekwondo teil. Die Wasserspringerin Loh Zhiayi gewann Silber im Turmspringen und Bronze im Kunstspringen. Zwei weitere Medaillen, die nicht in der Medaillenbilanz Malaysias berücksichtigt werden, wurden in gemischten Teams gewonnen. Im Badminton wurde Cheam June Wei mit seiner Partner Ng Tsz Yau aus Hongkong Olympiasieger im gemischten Doppel. Eine Bronzemedaille gewann der Bogenschütze Zarif Zolkepeli im gemischten Doppel mit seiner deutschen Partnerin Cynthia Freywald.

## Übersicht der Teilnehmer

### Sommerspiele
| Jahr      | Athleten                            | Athleten                            | Athleten                            | Flaggenträger                       | Sportarten                          | Sportarten                          | Sportarten                          | Sportarten                          | Sportarten                          | Sportarten                          | Sportarten                          | Sportarten                          | Sportarten                          | Sportarten                          | Sportarten                          | Sportarten                          | Sportarten                          | Sportarten                          | Sportarten                          | Sportarten                          | Sportarten                          | Sportarten                          | Sportarten                          | Sportarten                          | Medaillen                           | Medaillen                           | Medaillen                           | Medaillen                           | Medaillen                           |
| Jahr      | Gesamt                              | m                                   | w                                   | Flaggenträger                       | Leichtathletik                      | Boxen                               | Ringen                              | Gewichtheben                        | Judo                                | Fechten                             | Schwimmen                           | Hockey                              | Schießen                            | Radsport                            | Fußball                             | Tischtennis                         | Badminton                           | Kanusport                           | Segeln                              | Turnen                              | Taekwondo                           | Wasserspringen                      | Bogenschießen                       | Golf                                |                                     |                                     |                                     | Gesamt                              | Rang                                |
| --------- | ----------------------------------- | ----------------------------------- | ----------------------------------- | ----------------------------------- | ----------------------------------- | ----------------------------------- | ----------------------------------- | ----------------------------------- | ----------------------------------- | ----------------------------------- | ----------------------------------- | ----------------------------------- | ----------------------------------- | ----------------------------------- | ----------------------------------- | ----------------------------------- | ----------------------------------- | ----------------------------------- | ----------------------------------- | ----------------------------------- | ----------------------------------- | ----------------------------------- | ----------------------------------- | ----------------------------------- | ----------------------------------- | ----------------------------------- | ----------------------------------- | ----------------------------------- | ----------------------------------- |
| 1896–1952 | nicht teilgenommen                  | nicht teilgenommen                  | nicht teilgenommen                  | nicht teilgenommen                  | nicht teilgenommen                  | nicht teilgenommen                  | nicht teilgenommen                  | nicht teilgenommen                  | nicht teilgenommen                  | nicht teilgenommen                  | nicht teilgenommen                  | nicht teilgenommen                  | nicht teilgenommen                  | nicht teilgenommen                  | nicht teilgenommen                  | nicht teilgenommen                  | nicht teilgenommen                  | nicht teilgenommen                  | nicht teilgenommen                  | nicht teilgenommen                  | nicht teilgenommen                  | nicht teilgenommen                  | nicht teilgenommen                  | nicht teilgenommen                  | nicht teilgenommen                  | nicht teilgenommen                  | nicht teilgenommen                  | nicht teilgenommen                  | nicht teilgenommen                  |
| 1956–1960 | Teilnahme in der Mannschaft Malayas | Teilnahme in der Mannschaft Malayas | Teilnahme in der Mannschaft Malayas | Teilnahme in der Mannschaft Malayas | Teilnahme in der Mannschaft Malayas | Teilnahme in der Mannschaft Malayas | Teilnahme in der Mannschaft Malayas | Teilnahme in der Mannschaft Malayas | Teilnahme in der Mannschaft Malayas | Teilnahme in der Mannschaft Malayas | Teilnahme in der Mannschaft Malayas | Teilnahme in der Mannschaft Malayas | Teilnahme in der Mannschaft Malayas | Teilnahme in der Mannschaft Malayas | Teilnahme in der Mannschaft Malayas | Teilnahme in der Mannschaft Malayas | Teilnahme in der Mannschaft Malayas | Teilnahme in der Mannschaft Malayas | Teilnahme in der Mannschaft Malayas | Teilnahme in der Mannschaft Malayas | Teilnahme in der Mannschaft Malayas | Teilnahme in der Mannschaft Malayas | Teilnahme in der Mannschaft Malayas | Teilnahme in der Mannschaft Malayas | Teilnahme in der Mannschaft Malayas | Teilnahme in der Mannschaft Malayas | Teilnahme in der Mannschaft Malayas | Teilnahme in der Mannschaft Malayas | Teilnahme in der Mannschaft Malayas |
| 1964      | 61                                  | 57                                  | 4                                   | Kuda Ditta                          | 12                                  | 2                                   | 2                                   | 6                                   | 1                                   | 1                                   | 7                                   | 14                                  | 7                                   | 9                                   |                                     |                                     |                                     |                                     |                                     |                                     |                                     |                                     |                                     |                                     |                                     |                                     |                                     |                                     |                                     |
| 1968      | 31                                  | 31                                  | 0                                   | Nashatar Singh Sidhu                | 10                                  |                                     |                                     | 2                                   |                                     |                                     |                                     | 17                                  |                                     | 2                                   |                                     |                                     |                                     |                                     |                                     |                                     |                                     |                                     |                                     |                                     |                                     |                                     |                                     |                                     |                                     |
| 1972      | 45                                  | 42                                  | 3                                   | Mohamed Bakar                       | 8                                   |                                     |                                     |                                     |                                     |                                     | 2                                   | 15                                  | 1                                   | 4                                   | 15                                  |                                     |                                     |                                     |                                     |                                     |                                     |                                     |                                     |                                     |                                     |                                     |                                     |                                     |                                     |
| 1976      | 23                                  | 23                                  | 0                                   | Ishtiaq Mubarak                     | 3                                   |                                     |                                     |                                     |                                     |                                     | 1                                   | 16                                  | 2                                   | 1                                   |                                     |                                     |                                     |                                     |                                     |                                     |                                     |                                     |                                     |                                     |                                     |                                     |                                     |                                     |                                     |
| 1980      | nicht teilgenommen                  | nicht teilgenommen                  | nicht teilgenommen                  | nicht teilgenommen                  | nicht teilgenommen                  | nicht teilgenommen                  | nicht teilgenommen                  | nicht teilgenommen                  | nicht teilgenommen                  | nicht teilgenommen                  | nicht teilgenommen                  | nicht teilgenommen                  | nicht teilgenommen                  | nicht teilgenommen                  | nicht teilgenommen                  | nicht teilgenommen                  | nicht teilgenommen                  | nicht teilgenommen                  | nicht teilgenommen                  | nicht teilgenommen                  | nicht teilgenommen                  | nicht teilgenommen                  | nicht teilgenommen                  | nicht teilgenommen                  | nicht teilgenommen                  | nicht teilgenommen                  | nicht teilgenommen                  | nicht teilgenommen                  | nicht teilgenommen                  |
| 1984      | 21                                  | 20                                  | 1                                   | Sabiahmad Ahad                      | 2                                   |                                     |                                     |                                     |                                     |                                     | 1                                   | 16                                  | 1                                   | 1                                   |                                     |                                     |                                     |                                     |                                     |                                     |                                     |                                     |                                     |                                     |                                     |                                     |                                     |                                     |                                     |
| 1988      | 9                                   | 5                                   | 4                                   | Nordin Jadi                         | 2                                   |                                     |                                     |                                     |                                     |                                     | 2                                   |                                     | 1                                   | 2                                   |                                     | 2                                   |                                     |                                     |                                     |                                     |                                     |                                     |                                     |                                     |                                     |                                     |                                     |                                     |                                     |
| 1992      | 26                                  | 26                                  | 0                                   | Razif Sidek                         | 1                                   |                                     |                                     |                                     |                                     |                                     | 1                                   | 16                                  | 1                                   | 1                                   |                                     |                                     | 6                                   |                                     |                                     |                                     |                                     |                                     |                                     |                                     |                                     |                                     | 1                                   | 1                                   | 54                                  |
| 1996      | 35                                  | 32                                  | 3                                   | Nor Nasir-ud-Din                    | 3                                   | 1                                   |                                     |                                     |                                     |                                     | 5                                   | 16                                  | 1                                   |                                     |                                     |                                     | 7                                   | 1                                   | 1                                   |                                     |                                     |                                     |                                     |                                     |                                     | 1                                   | 1                                   | 2                                   | 58                                  |
| 2000      | 40                                  | 32                                  | 8                                   | Mirnawan Nawawi                     | 2                                   |                                     |                                     |                                     |                                     |                                     | 9                                   | 16                                  | 1                                   |                                     |                                     |                                     | 6                                   |                                     | 1                                   | 1                                   | 1                                   | 3                                   |                                     |                                     |                                     |                                     |                                     |                                     |                                     |
| 2004      | 26                                  | 18                                  | 8                                   | Bryan Lomas                         | 2                                   |                                     |                                     | 1                                   |                                     |                                     | 4                                   |                                     | 2                                   | 1                                   |                                     |                                     | 9                                   |                                     | 1                                   | 1                                   | 1                                   | 3                                   | 1                                   |                                     |                                     |                                     |                                     |                                     |                                     |
| 2008      | 32                                  | 18                                  | 14                                  | Azizulhasni Awang                   | 3                                   |                                     |                                     | 1                                   |                                     |                                     | 5                                   |                                     | 1                                   | 3                                   |                                     |                                     | 9                                   |                                     | 1                                   |                                     | 2                                   | 4                                   | 3                                   |                                     |                                     | 1                                   |                                     | 1                                   | 70                                  |
| 2012      | 29                                  | 16                                  | 13                                  | Pandelela Rinong Pamg               | 2                                   |                                     |                                     |                                     |                                     | 1                                   | 2                                   |                                     | 1                                   | 4                                   |                                     |                                     | 6                                   |                                     | 1                                   |                                     |                                     | 8                                   | 4                                   |                                     |                                     | 1                                   | 1                                   | 2                                   | 63                                  |
| 2016      | 32                                  | 17                                  | 15                                  | Lee Chong Wei                       | 2                                   |                                     |                                     | 1                                   |                                     |                                     | 3                                   |                                     | 1                                   | 2                                   |                                     |                                     | 8                                   |                                     | 2                                   |                                     |                                     | 6                                   | 3                                   | 4                                   |                                     | 4                                   | 1                                   | 5                                   | 60                                  |
| Gesamt    | Gesamt                              | Gesamt                              | Gesamt                              | Gesamt                              | Gesamt                              | Gesamt                              | Gesamt                              | Gesamt                              | Gesamt                              | Gesamt                              | Gesamt                              | Gesamt                              | Gesamt                              | Gesamt                              | Gesamt                              | Gesamt                              | Gesamt                              | Gesamt                              | Gesamt                              | Gesamt                              | Gesamt                              | Gesamt                              | Gesamt                              | Gesamt                              | 0                                   | 7                                   | 4                                   | 11                                  | 100                                 |

### Winterspiele
| Jahr      | Athleten           | Athleten           | Athleten           | Flaggenträger                   | Sportarten         | Sportarten         | Medaillen          | Medaillen          | Medaillen          | Medaillen          | Medaillen          |
| Jahr      | Gesamt             | m                  | w                  | Flaggenträger                   | Ski Alpin          | Eiskunstlauf       |                    |                    |                    | Gesamt             | Rang               |
| --------- | ------------------ | ------------------ | ------------------ | ------------------------------- | ------------------ | ------------------ | ------------------ | ------------------ | ------------------ | ------------------ | ------------------ |
| 1924–2014 | nicht teilgenommen | nicht teilgenommen | nicht teilgenommen | nicht teilgenommen              | nicht teilgenommen | nicht teilgenommen | nicht teilgenommen | nicht teilgenommen | nicht teilgenommen | nicht teilgenommen | nicht teilgenommen |
| 2018      | 2                  | 2                  | 0                  | Julian Yee                      | 1                  | 1                  |                    |                    |                    |                    |                    |
| 2022      | 2                  | 1                  | 1                  | Jeffrey Webb Aruwin Salehhuddin | 2                  |                    |                    |                    |                    |                    |                    |
| Gesamt    | Gesamt             | Gesamt             | Gesamt             | Gesamt                          | Gesamt             | Gesamt             | 0                  | 0                  | 0                  | 0                  | -                  |

## Liste der Medaillengewinner

### Goldmedaillen
Bislang (Stand 2018) keine Goldmedaillen

### Silbermedaillen
| Name                                   | Spiele              | Sportart       | Disziplin             | Anmerkung |
| -------------------------------------- | ------------------- | -------------- | --------------------- | --------- |
| Cheah Soon Kit Yap Kim Hock            | 1996 Atlanta        | Badminton      | Herrendoppel          |           |
| Lee Chong Wei                          | 2008 Peking         | Badminton      | Herreneinzel          |           |
| Lee Chong Wei                          | 2012 London         | Badminton      | Herreneinzel          |           |
| Lee Chong Wei                          | 2016 Rio de Janeiro | Badminton      | Herreneinzel          |           |
| Goh V Shem Tan Wee Kiong               | 2016 Rio de Janeiro | Badminton      | Herrendoppel          |           |
| Chan Peng Soon Goh Liu Ying            | 2016 Rio de Janeiro | Badminton      | Mixed                 |           |
| Jun Hoong Cheong Pandelela Rinong Pamg | 2016 Rio de Janeiro | Wasserspringen | Turmspringen Synchron |           |

### Bronzemedaillen
| Name                     | Spiele              | Sportart       | Disziplin     | Anmerkung              |
| ------------------------ | ------------------- | -------------- | ------------- | ---------------------- |
| Razif Sidek Jalani Sidek | 1992 Barcelona      | Badminton      | Herrendoppel  | erster Medaillengewinn |
| Rashid Sidek             | 1996 Atlanta        | Badminton      | Herreneinzel  |                        |
| Pandelela Rinong Pamg    | 2012 London         | Wasserspringen | Kunstspringen |                        |
| Azizulhasni Awang        | 2016 Rio de Janeiro | Radsport       | Keirin        |                        |

## Medaillen nach Sportart
| Sportart       | Gold | Silber | Bronze | Gesamt |
| Badminton      | 0    | 6      | 2      | 8      |
| Wasserspringen | 0    | 1      | 1      | 2      |
| Radsport       | 0    | 0      | 1      | 1      |
| Gesamt         | 0    | 7      | 4      | 11     |